# Mistrzostwa Europy mikstów w curlingu
Mistrzostwa Europy mikstów w curlingu po raz pierwszy rozegrane zostały w 2005, w Andorze. Drużyna mikstów składa się z dwóch kobiet i dwóch mężczyzn. 
Ostatnia edycja zawodów miała miejsce w 2014. Decyzją władz Światowej Federacji Curlingu postanowiono, począwszy od sezonu 2015/2016, zastąpić turniej mistrzostwami świata.

## Wyniki
| Rok  | Kraj      | Miasto    | Liczba drużyn | Złoto | Srebro | Brąz |
| ---- | --------- | --------- | ------------- | --- | --- | --- |
| 2005 | Andora    | Andora    | 23            | Finlandia · Markku Uusipaavalniemi, Kirsi Nykänen, Teemu Salo, Tiina Kautonen                               | Szwecja · Niklas Edin, Stina Viktorsson, Sebastian Kraupp, Anna Viktorsson                                             | Niemcy · Rainer Schöpp, Andrea Schöpp, Helmar Erlewein, Monika Wagner                                     |
| 2006 | Włochy    | Claut     | 23            | Szkocja · Tom Brewster, Jackie Lockhart, David Hay, Kim Brewster                                            | Włochy · Walter Bombassei, Chiara Olivieri, Davide Zandegiacomo, Sara Zandegiacomo, Marco Constantini, Elettra de Col  | Rosja · Aleksandr Kirkow, Daria Kozłowa, Dmitrij Abanin, Julia Swietowa, Andriej Drozdow, Angela Tuwajewa |
| 2007 | Hiszpania | Madryt    | 24            | Walia · Adrian Meikle, Lesley Carol, Andrew Tanner, Blair Hughes, Chris Wells                               | Dania · Casper Storgaard Bossen, Mona Sylvest Nielsen, Kim Sylvest Nielsen, Lisa Sylvest Nielsen                       | Niemcy · Rainer Schöpp, Andrea Schöpp, Sebastian Jacoby, Marie-Therese Rotter, Helmar Erlewein            |
| 2008 | Austria   | Kitzbühel | 23            | Niemcy · Rainer Schöpp, Andrea Schöpp, Sebastian Jacoby, Melanie Robilliard, Monika Wagner, Helmar Erlewein | Czechy · Jiří Snítil, Hana Synáčková, Martin Snítil, Karolína Pilařová, Kateřina Kobosilová, Sune Aaby Frederiksen     | Szwecja · Niklas Edin, Anna Hasselborg, Eric Carlsén, Sabina Kraupp                                       |
| 2009 | Czechy    | Praga     | 24            | Szkocja · Tom Brewster, Lynn Cameron, Colin Campbell, Michelle Silvera, Kim Brewster                        | Dania · Joel Ostrowski, Camilla Jensen, Sören Jensen, Mona Sylvest Nielsen                                             | Anglia · Alan MacDougall, Lana Watson, Andrew Reed, Suzie Law                                             |
| 2010 | Szkocja   | Howwood   | 24            | Szkocja · David Edwards, Kerry Barr, Dillan Perras, Louise Wood                                             | Szwajcaria · Claudio Pätz, Gioia Öchsle, Sven Michel, Alina Pätz                                                       | Niemcy · Rainer Schöpp, Andrea Schöpp, Florian Zahler, Imogen Oona Lehmann, Adolf Geiselhart              |
| 2011 | Dania     | Tårnby    | 25            | Szwajcaria · Thomas Lips, Manuella Siegrist, Martin Rios, Manuela Netzer-Kormann                            | Niemcy · Alexander Baumann, Ann Kathrin Bastian, Manuel Walter, Katja Weisser, Sebastian Schweizer, Josephine Obermann | Czechy · Kryštof Chaloupek, David Jirounek, Luisa Illková, Eliška Jalovcová, Tomáš Paul                   |
| 2012 | Turcja    | Erzurum   | 24            | Szkocja · Ewan MacDonald, Eve Muirhead, Euan Byers, Karen Barthelemy                                        | Szwecja · Rickard Hallström, Elisabeth Norredahl, Fredrik Hallström, Catrin Bitén                                      | Finlandia · Aku Kauste, Sanna Puustinen, Pauli Jäämies, Oona Kauste                                       |
| 2013 | Szkocja   | Edynburg  | 25            | Niemcy · Andreas Kapp, Petra Tschetsch, Holger Höhne, Pia-Lisa Schöll, Almut Hege-Schöll                    | Szkocja · Ewan MacDonald, Kay Adams, Euan Byers, Karen Barthelemy                                                      | Węgry · György Nagy, Ildikó Szekeres, Zsolt Kiss, Ágnes Szentannai                                        |
| 2014 | Dania     | Tårnby    | 25            | Szwecja · Patric Mabergs, Isabella Wranå, Johannes Patz, Sofia Mabergs                                      | Norwegia · Steffen Walstad, Kristin Moen Skaslien, Magnus Nedregotten, Julie Kjær Molnar                               | Szwajcaria · Martin Rios, Silvana Tirinzoni(skip), Romano Meier, Jenny Perret                             |

## Klasyfikacja medalowa
| Kraj       | Złoto | Srebro | Brąz | Razem |
| ---------- | ----- | ------ | ---- | ----- |
| Szkocja    | 4     | 1      | -    | 5     |
| Niemcy     | 2     | 1      | 3    | 6     |
| Szwecja    | 1     | 2      | 1    | 4     |
| Szwajcaria | 1     | 1      | 1    | 2     |
| Finlandia  | 1     | -      | 1    | 2     |
| Walia      | 1     | -      | -    | 1     |
| Dania      | -     | 2      | -    | 2     |
| Czechy     | -     | 1      | 1    | 2     |
| Norwegia   | -     | 1      | -    | 1     |
| Włochy     | -     | 1      | -    | 1     |
| Anglia     | -     | -      | 1    | 1     |
| Rosja      | -     | -      | 1    | 1     |
| Węgry      | -     | -      | 1    | 1     |

## Wyniki reprezentacji Polski
| Rok  | Klub                                   | Miejsce                            | Skład |
| ---- | -------------------------------------- | ---------------------------------- | --- |
| 2005 | Media Curling Club Mix Media           | 9-12                               | Arkadiusz Detyniecki, Marta Szeliga-Frynia, Paweł Frynia, Marianna Das, Agnieszka Ogrodniczek, Paweł Burlewicz |
| 2006 | Media Curling Club Mix Media, Warszawa | 9-13                               | Arkadiusz Detyniecki, Marta Szeliga-Frynia, Paweł Frynia, Marianna Das, Agnieszka Czaplicka, Wojciech Woyda    |
| 2007 | City Curling Club Amber Yeti, Warszawa | 22                                 | Rafał Janowski, Małgorzata Janowska, Wojciech Ratajczak, Katarzyna Ratajczak, Krystyna Beniger, Tomasz Wołkow  |
| 2008 | Media Curling Club Mix Media           | 19                                 | Marta Szeliga-Frynia, Paweł Frynia, Marianna Das, Arkadiusz Detyniecki, Katarzyna Wicik, Tomasz Korolko        |
| 2009 | Media Curling Club zRYMowana wiśnia    | 20                                 | Rymwid Błaszczak, Magdalena Szyszko, Tomasz Kierzkowski, Magdalena Muskus, Magdalena Jagielska                 |
| 2010 | Polska nie wystawiła reprezentacji     | Polska nie wystawiła reprezentacji | Polska nie wystawiła reprezentacji                                                                             |
| 2011 | Polska nie wystawiła reprezentacji     | Polska nie wystawiła reprezentacji | Polska nie wystawiła reprezentacji                                                                             |
| 2012 | Polska nie wystawiła reprezentacji     | Polska nie wystawiła reprezentacji | Polska nie wystawiła reprezentacji                                                                             |
| 2013 | City Curling Club                      | 24                                 | Michał Janowski, Aneta Lipińska, Szymom Molski, Karolina Florek                                                |
| 2014 | AZS Gliwice                            | 19                                 | Konrad Stych, Marta Pluta, Tomasz Pluta, Ewa Stych                                                             |